# Limax
Limaxicae (sg. limax, pl. limacși) este un nume dat mai multor moluște gasteropode cu corpul alungit, cu cochilie redusă sau inexistentă situată dorsal sau sub manta.
Spre deosebire de melci, sunt acoperiți doar cu mucus. Fiind nevoiți să se ferească de o posibilă deshidratare, traiesc sub pământ la răcoare, în așteptarea ploilor.
Limacșii au un rol foarte important în natură și în lanțul trofic, ei fiind omnivori, consumând aproape orice, de la resturi de vegetație la ciuperci, frunze, legume, fructe, tuberi; la rândul lor fiind mâncați de păsări și mamifere.
Datorită faptului că sunt mâncăcioși, în deplasările lor, aerează solul și, indirect, prin fecale, împrăștie nutrienți în sol, precum spori ori semințe, ajutând la propagarea celorlalte specii.
În grădinile de culturi intensive, pot deveni o plagă, având din belșug două din preferatele lor: alimente și apă. În mediul natural, păsările și restul de prădători (broaște, arici, mierle, sturzi, vulpi etc) țin populația sub control.